# Georg Hackl
Georg Hackl, tysk rodelåkare, född 9 september 1966 i Berchtesgaden, en av världens främsta rodelåkare
Hackls första framgång kom då han blev tysk skolmästare. I slutet av 1980-talet började de stora framgångarna komma då han 1987 blev tysk mästare. 1988 fortsatte framgångarna i EM och OS. Hackl tog silver vid spelen i Calgary bakom Jens Müller från DDR. 1989 blev han för första gången världsmästare och vann den totala världscupen. 1990 försvarade han sina titlar och vann dessutom EM. 
1992 började hans fantastiska svit i OS då han för första gången tog guld. Vid spelen i Lillehammer 1994 tog Hackl återigen guld. 1994 tog han också VM-guld i lag, en bedrift som upprepades 1995. Hackl tog VM-silver 1993 och 1996 innan han 1997 åter blev världsmästare. 1998 tog han sitt tredje OS-guld vid spelen i Nagano. 2002 trodde många att Hackl skulle ta sitt fjärde raka OS-guld. Hackl lyckades inte men tog OS-silver för andra gången. 
Nya framgångar för Hackl kom tillsammans med det tyska rodellandslaget, som vann EM- och VM-guld 2000. 2001 tog Tyskland återigen VM-guld i rodel och Hackl blev på själv silvermedaljör, vilket han även blev 2004 och 2005. 2003 och 2005 kom nya VM-guld i lag. 2006 gjorde Hackl sitt sista OS, men han var inte i form efter att han varit sjuk, och kom sjua. Hackl avslutade därmed sin tid som aktiv.
Hackl tillhör världens främsta rodelåkare med segrar på alla stora rodelbanor och en mängd titlar. Hackl var med i toppen under 18 år. 

## Meriter
- Olympiska vinterspelen 1988
  - OS-silver 1988
- Olympiska vinterspelen 1992
  - OS-guld 1992
- Olympiska vinterspelen 1994
  - OS-guld 1994
- Olympiska vinterspelen 1998
  - OS-guld 1998
- Olympiska vinterspelen 2002
  - OS-silver 2002
- Olympiska vinterspelen 2006
  - Sjua 2006